# Lucien Gallois
Lucien Louis Joseph Gallois (21 de febrero de 1857 - 21 de marzo de 1941) fue un geógrafo francés nacido en Metz. 
Fue alumno de la École Normale Supérieure de París, donde recibió clases de Paul Vidal de la Blache (1845-1918). En 1884 recibió su agregación, convirtiéndose más tarde en profesor de la Sorbona (1893). De 1898 a 1907 fue profesor de geografía en la École Normale Supérieure y luego profesor en la Sorbona, donde permaneció hasta su jubilación en 1927.
Gallois hizo importantes contribuciones a Annales de Géographie, una revista geográfica que cofundó con su mentor, Paul Vidal de la Blache. Tras la muerte de Vidal de la Blache en 1918, asumió la dirección de Géographie universelle, un gran proyecto que involucra la geografía regional de todo el mundo.
Gallois tenía un gran interés en los campos de la cartografía y la historia de la geografía, como lo demuestra un influyente estudio de 1890 sobre los geógrafos alemanes del Renacimiento titulado Geógrafos alemanes del Renacimiento. Otra destacada publicación suya fue Regiones naturales y nombres de países: un estudio de la región de París.

## Publicaciones
- Les géographes allemands de la Renaissance, tesis de doctorado, 1890
- Les Origines de la carte de France. La carte d'Oronce Finé, 1891
- Régions naturelles et noms de pays, étude sur la région parisienne, 1908
- Cartographie de l'île de Délos, 1910
- Paris et ses environs, 1914
- Les Populations slaves de la péninsule des Balkans, 1918
- Le bassin de la Sarre, en collaboration avec P. Vidal de La Blache, 1923
- Cartographie et géographie médiévales. Une carte colombienne, 1925[2]